# マーキュリー・トパーズ
トパーズ（TOPAZ）はフォードが製造、マーキュリーブランドで販売していた自動車である。

## 歴史

### 初代 (1984年 - 1987年)
旧式化してきたマーキュリー・ゼファーの後継車として1983年2月に発表され、1984年モデルとして販売された。フォード・テンポの姉妹車であり、4ドア・セダンと2ドア・クーペが用意される。他のマーキュリー車と同様にテンポよりも装備が高級化されている。デザインは空力性能を意識したもので、フォード・トーラスやセーブルなど、後のフォード車全体に繋がるデザインである。プラットフォームはエスコート/リンクスから派生したCE14プラットフォームを利用。しかしエスコートよりも大きなサイズであるため、ホイールベースを延長するなど、かなりの部分は独自仕様となっている。
エンジンは2.3リッター直列4気筒OHVを縦置きに搭載、1984年にはマツダ製の2.0リッター直列4気筒ディーゼルを追加した。駆動方式はFFで、サスペンションはストラットによる4輪独立懸架を採用した。これにより、高い走行性能とスペース効率を実現している。
1986年にマイナーチェンジを実施し、ヘッドライトやグリルのデザインが変更され、上位車種であるセーブルに似た雰囲気となった。またオプションでSRSエアバッグを装備することが可能となり、このクラスの車でオプション設定されたのは画期的であった。1987年にはパートタイム式4WDモデルも追加されている。

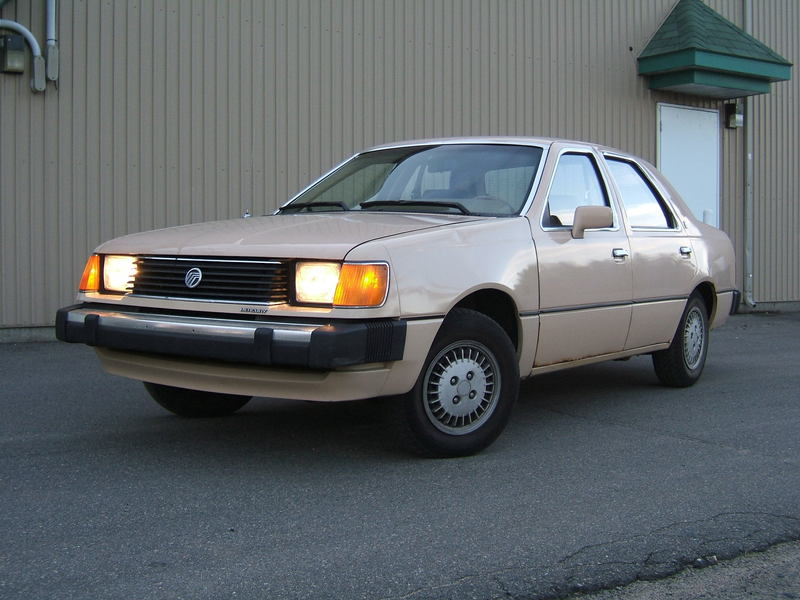
前期型4ドア
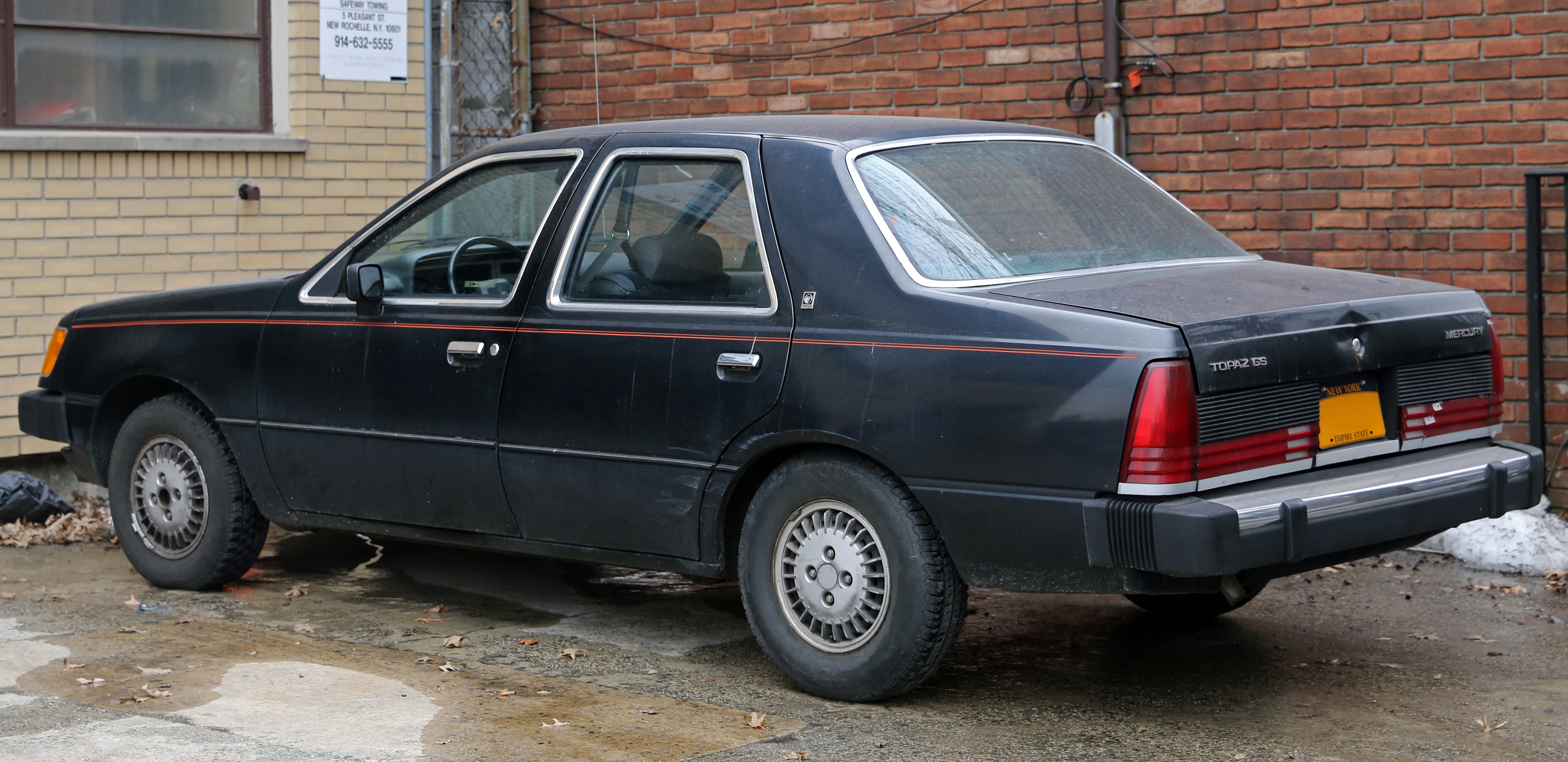
前期型4ドア リア
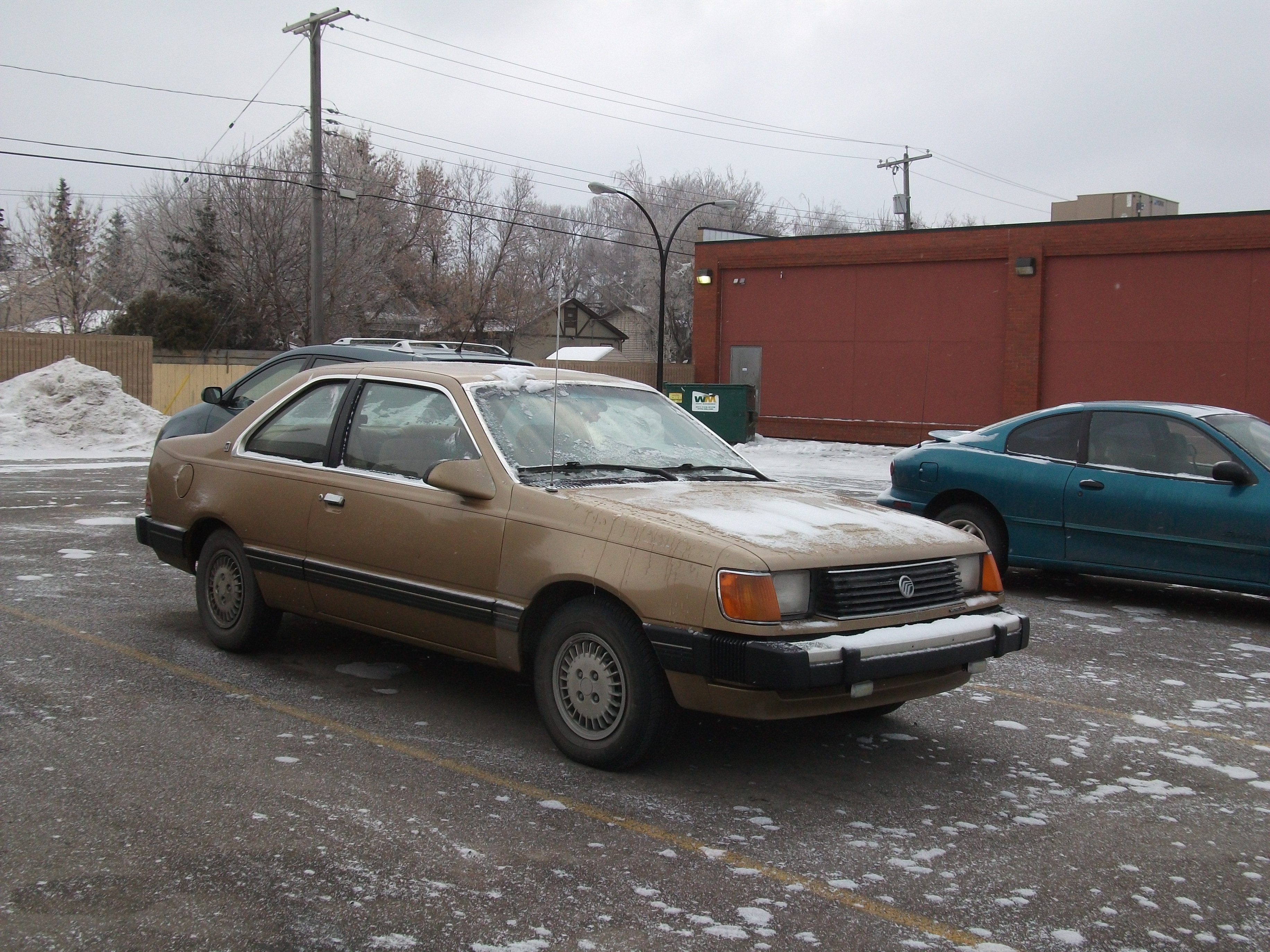
前期型2ドア
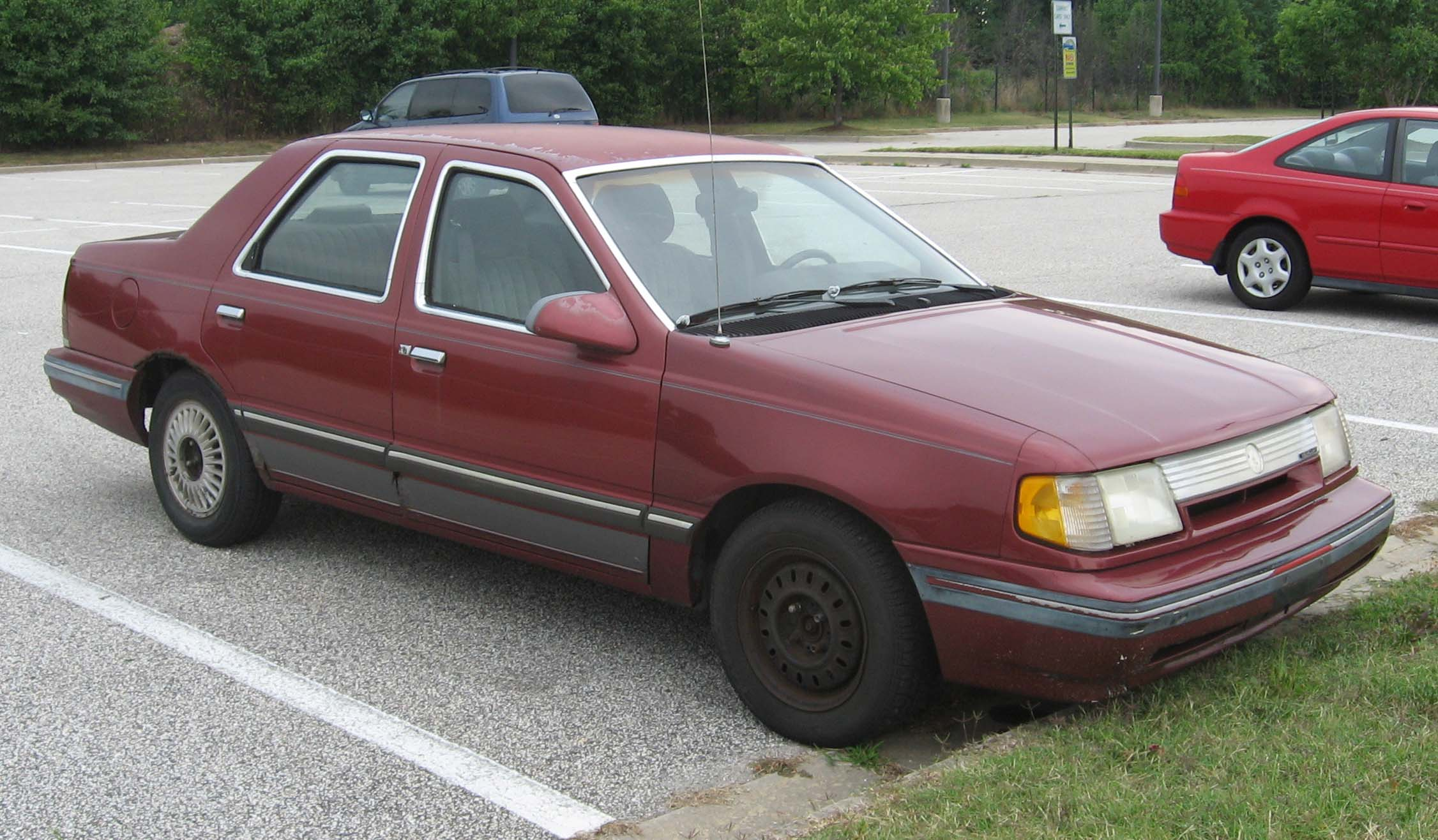
後期型4ドア

### 2代目 (1988年 - 1994年)
1988年に大幅な改良を受け、2代目となった。特に4ドア・セダンはボディ形状を大きく変更し、6ライトウィンドウと立ち気味のリアウィンドウを持った高級感を漂わせるデザインとなった。このモデルよりマーキュリーのファミリーフェイスとなるウォーターフォールグリルが与えられている。またスポーティグレードとして高出力型エンジンを搭載した2ドアXR5と4ドアLTSが追加。
1992年に再度改良を受け、セーブル同様のライトバー(lightbar)と呼ばれるフロントグリルに変更された。但しセーブルとは違い、ヘッドライトと連動して点灯させることは出来ない。また新たに3リッターV型6気筒OHVエンジンも選べるようになった。しかし旧式化が進み、後継車種のミスティークへ後を譲り、1994年を最後に販売終了となった。

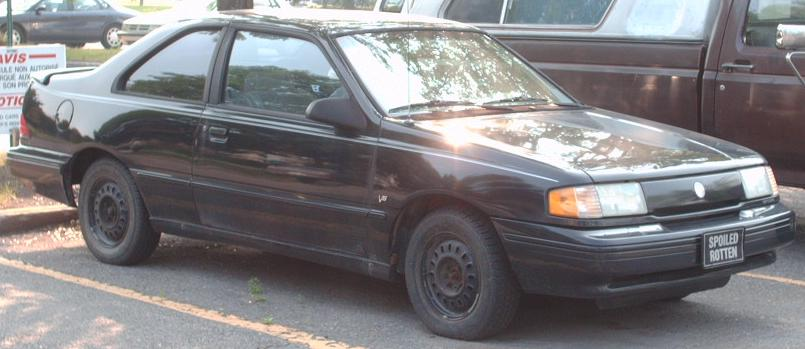
前期型2ドア
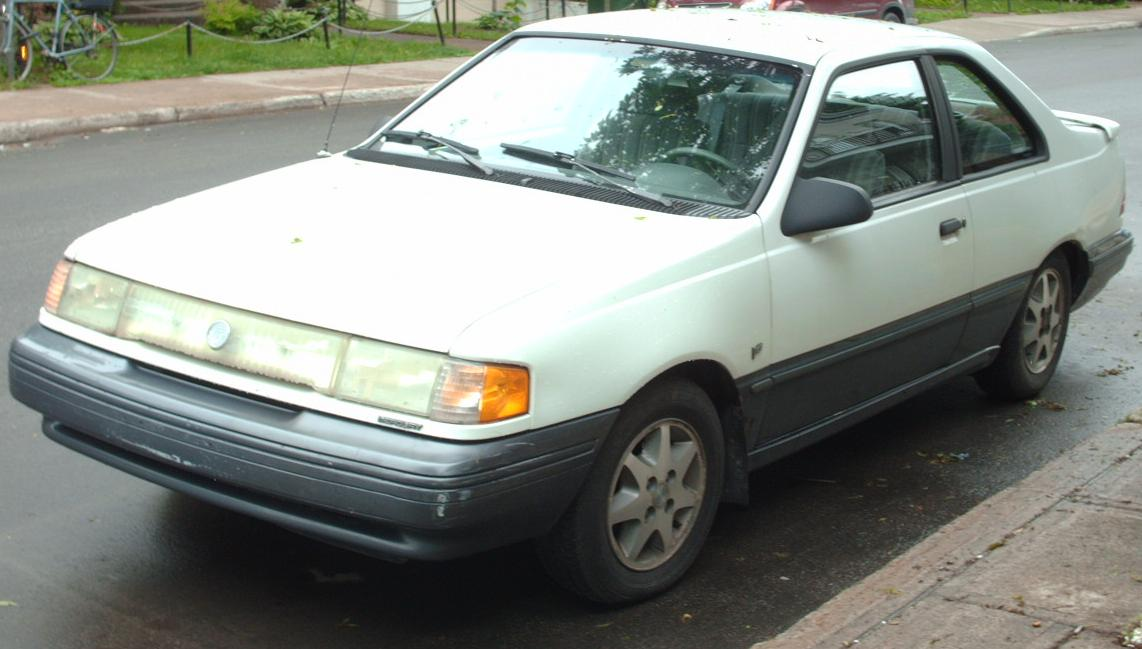
後期型2ドア

## 車名
「TOPAZ」は、黄玉を意味する。